# Emory Clark
Emory Wendell Clark II (ur. 23 marca 1938 w Detroit) – amerykański wioślarz, złoty medalista igrzysk olimpijskich.

## Kariera
Wystąpił na igrzyskach olimpijskich w Tokio w 1964, gdzie osada USA w składzie: Joseph Amlong, Thomas Amlong, Boyce Budd, Emory Clark, Stanley Cwiklinski, Hugh Foley, Bill Knecht, William Stowe i Róbert Zimonyi (sternik) zdobyła złoty medal w ósemkach. W wyścigu finałowym o 5,06 sekundy wyprzedzili osadę Wspólnej Reprezentacji Niemiec i 6,88 sekundy osadę Czechosłowacji. Był to jego jedyny start olimpijski.
Kształcił się na Uniwersytecie Yale i Uniwersytecie Michigan, uzyskując dyplom z prawa. Następnie pracował jako adwokat. W latach 1961-1964 służył w United States Marine Corps jako dowódca plutonu.